# C. J. Prosise
C. J. Prosise (* 20. Mai 1994 in Petersburg, Virginia) ist ein ehemaliger US-amerikanischer American-Football-Spieler auf der Position des Runningbacks. Er spielte College Football für Notre Dame. Im NFL Draft 2016 wurde er von den Seattle Seahawks in der dritten Runde ausgewählt. Zuletzt stand er bei den Tampa Bay Buccaneers unter Vertrag.

## Highschool
Prosise besuchte die Woodberry Forest School in Madison County, wo er als Wide Receiver und Safety auflief. Rivals.com bewertete ihn als Dreisternetalent auf der Safety-Position, woraufhin er sich aus einer Vielzahl von Sportstipendienangeboten für das der University of Notre Dame entschied.

## College
Nachdem er sein erstes Jahr am College 2012 ausgesetzt hatte, kam er 2013 in allen 13 Spielen der Fighting Irish als Wide Receiver und in den Special Teams zum Einsatz. Als Sophomore gelangen ihm 29 Passfänge für 516 Yards und zwei Touchdowns. Vor der nächsten Spielzeit wurde er auf die Position des Runningbacks versetzt und nachdem sich der eigentliche Starter Tarean Folston verletzte, avancierte Prosise zum Stammspieler. Gleich bei seinem zweiten Spiel von Beginn an erlief er gegen Georgia Tech 198 Yards und drei Touchdowns. Er beendete die Saison mit 1.032 Yards und elf Touchdowns im Laufspiel sowie 308 Yards und ein Touchdown durch Passfänge. Nachdem die Irish im Fiesta Bowl gegen die Ohio State Buckeyes unterlagen, gab Prosise bekannt, dass er 2016 am NFL Draft teilnehmen und somit auf ein weiteres Jahr am College verzichten würde.

## NFL
Prosise wurde im NFL Draft 2016 in der dritten Runde an 90. Stelle von den Seattle Seahawks ausgewählt und unterschrieb am 6. Mai 2016 einen Vierjahresvertrag über 3,427 Millionen US-Dollar. Prosise hatte jedoch in seinen ersten drei Saisons mit Verletzungen zu kämpfen. Die Saison 2018 beendete er sogar mit −3 Yards im Laufspiel.
Am 5. September 2020 nahmen die Houston Texans Prosise in ihren Practice Squad auf. Kurz vor Beginn der Play-offs, am 5. Januar 2021, wechselte Prosise in den Practice Squad der Tampa Bay Buccaneers, um den dort entstandenen Mangel an Runningbacks zu beheben. Am 29. Januar wurde er wieder entlassen. Am 12. Februar nahmen die Buccaneers ihn wieder unter Vertrag. Am 31. August 2021 wurde er im Rahmen der Kaderverkleinerung auf 53 Spieler erneut entlassen.